# مقاطعة ثاير (نبراسكا)
مقاطعة ثاير (بالإنجليزية: Thayer County)‏ هي إحدى مقاطعات ولاية نبراسكا الأمريكية. بحسب تعداد الولايات المتحدة لعام 2010، بلغ عدد سكانها 5228 نسمة. مقرها في مقاطعة هيبرون. تم إنشاء المقاطعة في عام 1856 وسميت في الأصل مقاطعة جيفرسون. نظمت في عام 1870-1871 وأعيد تسميتها للجنرال والحاكم جون ميلتون ثاير.
في لوحات نظام تسجيل المركبات في نبراسكا، يتم تمثيل المقاطعة ببداية رقم 32 (كان لديها أكبر عدد من المركبات المسجلة في الولاية عندما تم إنشاء نظام تسجيل لوحة الترخيص في عام 1922).